# Schweizer Hilfswerk für Emigrantenkinder
Das Schweizer Hilfswerk für Emigrantenkinder (SHEK) war ein 1933 in Zürich gegründetes, politisch und religiös neutrales Hilfswerk zur Unterstützung von Flüchtlingskindern, das bis 1947 bestand. Das relativ kleine Hilfswerk spielte eine zentrale Rolle in der Flüchtlingshilfe.

## Organisation und Zusammenarbeit
Das SHEK entstand aus der Schweizer Sektion des in Paris tätigen Comité d’aide aux enfants des émigrés allemands, die in Paris ein Kinderheim unterstützte. Es wurde im Oktober 1933 von Nettie Sutro-Katzenstein gegründet und bis zur Auflösung im Jahr 1947 geleitet. 1935 löste sich das SHEK vom Pariser Comité und wurde die Dachorganisation eines eigenständigen Schweizer Hilfswerks mit lokalen Sektionen, wie die bereits 1934 von Georgine Gerhard gegründete Basler Hilfe für Emigrantenkinder (BHEK).
In der Zwischenkriegszeit wurden mehrere humanitäre Hilfswerke von engagierten Frauen gegründet.
Mit der 1932 gegründeten Arbeiterkinderhilfe der Schweiz unter der Leitung von Regina Kägi-Fuchsmann bestand eine enge Zusammenarbeit. Als das SHEK anfing, Kinderzüge für die Emigrantenkinder aus Paris zu organisieren, suchte Kägi-Fuchsmann die notwendigen Ferienplätze in Ferienheimen und für die jüngeren Kinder bei Pflegefamilien in der Schweiz. Das SHEK trat als eines von 14 Hilfswerken 1937 der Schweizerischen Arbeitsgemeinschaft für Spanienkinder (SAS) bei, beschränkte sich aber auf finanzielle Beiträge.
Die Ausweitung des Kriegselendes (Spanien, Finnland, Polen) und die Zunahme der Flüchtlingsströme führten im Frühjahr 1940 zum Zusammenschluss von 17 konfessionell und politisch unterschiedlich ausgerichteten Hilfswerken, inklusive der SAS, unter der Dachorganisation Schweizerische Arbeitsgemeinschaft für kriegsgeschädigte Kinder (SAK).
1942 wurde aus dem SAK die Kinderhilfe des Schweizerischen Roten Kreuzes, die von 1944 bis 1948 finanziell von der Schweizer Spende unterstützt wurde, einer öffentlichen Sammlung des Schweizer Volkes, mit dem Ziel, in achtzehn kriegsgeschädigten Ländern in Europa humanitäre Hilfe und Wiederaufbauhilfe zu leisten.
Als Mitglied der 1944 eingesetzten Sachverständigenkommission für Flüchtlingsfragen des EJPD leistete Sutro-Katzenstein mit dem SHEK einen grossen Beitrag zur Kooperation zwischen den einzelnen Hilfswerken.

## Kinderzüge in die Schweiz 1934–1939
Das SHEK holte Kinder von nach Frankreich ausgewanderten deutschen Eltern mit Kinderzügen von Frankreich in die Schweiz und organisierte 1934–1939 für rund 5000 jüdische Kinder zwei- bis dreimonatige Aufenthalte in der Schweiz.
Der erste Kinderzug fuhr am 14. April 1934. 1934 kamen 122, im Folgejahr bereits 543 Kinder. Bis Kriegsanfang 1939 konnte das SHEK für 4892 Emigrantenkinder, wovon 2574 aus Deutschland und 2318 aus Russland, Ferienaufenthalte von 6 bis 12 Wochen in der Schweiz vermitteln. Für die Organisation der Kinderzüge des SHEK war das Vorstandsmitglied des Basler SHEK Mathilde Paravicini 1934–1939 verantwortlich. Sie arbeitete mit Georgine Gerhard, der Gründerin des Basler SHEK, zusammen.

### 300-Kinder-Aktion
Im November 1938 gelang es Georgine Gerhard und Nettie Sutro, eine Ausnahmebewilligung zur Einreise von 300 jüdischen Kindern aus Frankfurt (Main) sowie Konstanz und anderen südbadischen Gemeinden zu erhalten («300-Kinder-Aktion»). Weil der Zweite Weltkrieg ausbrach, konnten die Kinder nicht wie geplant sechs Monate, sondern sechs Jahre in der Schweiz bleiben, was für sie lebensrettend war.

## Kinderbetreuung in der Schweiz 1940–1947
Nach dem Beitritt zum SAK im Januar 1940 konzentrierte sich das SHEK auf die Betreuung der Flüchtlingskinder in der Schweiz und überliess die Tätigkeiten ausserhalb der Schweiz, darunter auch die Kinderzüge, dem SAK. Das SHEK übernahm zwischen 1939 und 1948 die Verantwortung für die Betreuung der rund 5000 zum grössten Teil illegal eingereisten, meist jüdischen Flüchtlingskinder in der Schweiz.
Dank seiner Vernetzung mit anderen Flüchtlingsverbänden und mit der SRK-Kinderhilfe (ab 1942) und dank seiner proklamierten Neutralität übertrug der Bundesrat dem SHEK am 1. Dezember 1942 die Verantwortung für die alleinstehenden Flüchtlingskinder bis zu 16 Jahren. Es wurde von der Polizeiabteilung des EJPD beauftragt, Patenfamilien für die in Schweizer Lagern internierten Flüchtlingskinder zu suchen, der sogenannten Lagerbefreiung der Schulkinder aus den Auffanglagern. Die Freiwilligen des SHEK brachten die Kinder in die Pflegefamilien oder in Kinderheime und betreuten sie während der ganzen Zeit ihres Aufenthaltes in der Schweiz. Wenn immer möglich, versuchte man jüdische Kinder bei jüdischen Pflegefamilien unterzubringen. Für die Jugendlichen versuchte man eine solide Ausbildung und Berufslehre zu sichern, um sie für die Heimkehr nach dem Kriege auszurüsten.
Das SHEK führte eigene Heime und schuf 1944 eine Zentrale Heimkommission, die von Georgine Gerhard präsidiert wurde.
Nach Kriegsende versuchte man für die Kinder lebende Angehörige oder ein neues Ziel- oder Heimatland zu finden. Freiwillige des SHEK reisten mit den Kindern in die Zielländer, um sich zu versichern, dass sie gut untergebracht waren. Sie blieben auch später mit den Kindern in Briefkontakt und machten Besuchsreisen in deren Heimatländer.
Bei der Auflösung des SHEK Ende 1947 befanden sich noch 601 Schützlinge in seiner Obhut. Sutro-Katzenstein führte mit einem kleinen Team noch bis Ende 1948 die Geschäfte des SHEK weiter und ordnete als Historikerin das gesamte Archiv von 1933 bis 1947. Mitarbeiterinnen des SHEK gründeten 1951 das überkonfessionelle Kinderdorf Kirjath Jearim für Benachteiligte in Palästina.

## Neutralität und Politik
Die offiziell unpolitische Haltung im Sinne des Neutralitätsgrundsatzes des Roten Kreuzes sicherte dem SHEK sowohl das Wohlwollen der Behörden, wie bei der 300-Kinder-Aktion, als auch Spenden aus allen politischen Lagern der Schweizer Bevölkerung.
SHEK-Frauen unternahmen zahlreiche politische Vorstösse, um das Los der Flüchtlinge zu verbessern. Insbesondere Georgine Gerhard nutzte ihr internationales Netzwerk mit Frauen aus Quäkerkreisen und wurde auch beim Bundesrat, bei Delegierten des Völkerbundes oder beim Chef der eidgenössischen Fremdenpolizei, Heinrich Rothmund, vorstellig, um sich für die Flüchtlinge und besonders die Flüchtlingskinder einzusetzen.
Obwohl das neutrale SHEK allen Kindern ohne konfessionelle, soziale und politische Unterschiede helfen wollte, waren von den 1934–1939 in die Schweiz aufgenommenen Kinder über achtzig Prozent jüdische Kinder, weil die Emigration aus Deutschland nach Frankreich zum grössten Teil aus jüdischen Flüchtlingen bestand.
Die Frauen des SHEK betreuten diese Kinder im Sinn karitativer Hilfe und mütterlicher Liebe. Sie kümmerten sich nicht um politische Programme, sondern arbeiteten mit allen Hilfswilligen zusammen und sorgten für geeignete Erholungs- und Ferienplätze für ihre Schützlinge.
In ihrem 1952 erschienenen Buch Jugend auf der Flucht 1933–1948 hielt Nettie Sutro ihre Erinnerungen als Mitbegründerin und Leiterin des SHEK fest, die dann auch in den Ludwig-Bericht von 1957 einflossen.